# Heribert Mader
Heribert Mader (* 7. Jänner 1937 in Steyr; † 2. Juli 2022 in Wien) war ein österreichischer Maler, Grafiker und Kunstpädagoge.

## Leben und Werk

### Frühe Jahre und Ausbildung
Mader studierte an der Akademie der bildenden Künste in Wien Kunsterziehung und Malerei bei Albert Paris Gütersloh und Herbert Boeckl und schloss sein Studium mit dem Diplom ab. Unter der Anleitung von Professoren wie Sergius Pauser und Robin Christian Andersen entwickelte er seine Fähigkeiten in der Malerei und Grafik weiter.

### Künstlerische Karriere
Maders Werk ist geprägt von einer starken Verbundenheit zur österreichischen Landschaft und Stadtarchitektur. Er stellte seine Arbeiten in Einzel- und Gruppenausstellungen in Österreich und im Ausland vor, darunter in Deutschland und der Schweiz. Seine Arbeiten wurden in zahlreichen Galerien und Museen ausgestellt. Neben der Malerei widmete sich Mader auch der Grafik und dem Druck, wobei er traditionelle Techniken mit modernen Ansätzen kombinierte.
Von 1960 bis 1985 unterrichtete Heribert Mader als Kunsterzieher im Bundesrealgymnasium Steyr. Von 1985 bis 1997 war er Supervisor der Kunsterziehung am Landesschulrat für Oberösterreich in Linz. Von 1996 bis 2003 hatte er einen Lehrauftrag an der Akademie der bildenden Künste in Wien.
Maders Hauptlebensmittelpunkte und -wirkungsbereiche waren neben Steyr die Hinterbrühl und Wien.

### Stil und Technik
Maders Stil zeichnet sich durch eine Verbindung realistischer Darstellungen mit impressionistischen Elementen aus. Seine Werke, insbesondere Landschaften und urbane Szenen, bestechen durch detailgenaue Wiedergabe und nuancierte Licht- und Schatteneffekte.
Charakteristisch für seine Arbeitsweise ist die intensive Auseinandersetzung mit den Motiven, die zu verschiedenen Tages- und Jahreszeiten sowie unter wechselnden Wetterbedingungen festgehalten werden. Dabei kommen sowohl Aquarell- als auch Öltechniken zum Einsatz. Die Kunstwerke vermitteln eine tiefe Emotionalität, geprägt von Sinnlichkeit und einer unterschwelligen Melancholie. In den Stillleben offenbart sich zudem eine besondere Expertise in Komposition und Farbgestaltung.
In der österreichischen Kunstszene wird der Künstler neben Kurt Moldovan, Rudolf Hradil und Gottfried Salzmann zu den bedeutenden Aquarellisten gezählt. Diese Einordnung fand Bestätigung durch die Ausstellung Verborgene Schätze des österreichischen Aquarells im Leopold Museum, die seine Werke präsentierte und Einblicke in den Schaffensprozess bot.

## Gesellschaftliches Engagement
Im Jahr 1972 beschloss der Steyrer Gemeinderat, das Gerinne des Wehrgrabens durch den Ortsteil Wehrgraben zuzuschütten und die gewonnene Fläche durch modernen Wohnbau aufzufüllen. Nach erstem Widerstand und einem Gutachten der Wiener Universität für Bodenkultur wurden die Pläne 1980 konkretisiert, was zur Gründung der Bürgerinitiative „Rettet den Wehrgraben“ führte, zu deren Obmann Heribert Mader gewählt wurde. 1983 wurden die Pläne, den Wehrgraben zuzuschütten, endgültig verworfen.
Der ganze Kanal steht seit 1987 als bedeutendes industriegeschichtliches Zeugnis unter Denkmalschutz. Seit 2015 ist hier auch das Schutzensemble Steyrdorf ausgewiesen. Heribert Mader gilt allgemein als Retter des Wehrgrabens.

## Auszeichnungen und Ehrungen
- Medaille für Verdienste um die Denkmalpflege von Hans Tuppy Bundesminister für Wissenschaft und Forschung
- 1995 Ehrenmedaille der Stadt Steyr verliehen durch den Steyrer Bürgermeister
- 2013 Österreichisches Ehrenkreuz für Wissenschaft und Kunst[9]